# Bataille de Collecchio
Campagne d'Italie de la Seconde Guerre mondiale
Batailles
Invasion de la Sicile
- Lampedusa
- Corkscrew
- Mincemeat
- Barclay
- Animals
- Chestnut
- Narcissus
- Fustian
- Ladbroke
- Gela
- Troina
- Centuripe

Invasion de l'Italie
- Baytown
- Avalanche
- Rome
- Slapstick
- Armistice de Cassibile
- Achse
- Naples
- Bombardement du Vatican
- Ligne Volturno
- Libération de la Corse
- Ligne Barbara
- Bombardement de Bari

Ligne Gustave
- Ligne Bernhardt
- Raincoat
- San Pietro Infine
- Rivière Moro
- Ortona
- Rivière Rapido
- Monte Cassino
- Shingle
- Cisterna
- Diadem
- Strangle
- Ligne Trasimene
- Libération de Rome
- Ancône
- Brassard

Ligne gothique
- Rimini
- Saint-Marin
- Gemmano
- Montecieco
- Monte Castello
- Garfagnana

Offensive du printemps 1945
- Tombola
- Bowler
- Roast
- Bologne
- Argenta Gap
- Herring
- Collecchio

Guerre civile italienne
La bataille de Collecchio-Fornovo a opposé entre les 26 et 29 avril 1945 les forces brésiliennes, américaines et les partisans italiens aux forces allemandes et italiennes fascistes,. La bataille s'est déroulée autour de la ville de Fornovo di Taro, à environ 13 km au sud-ouest de Parme, en Italie. Les Alliés ont vaincu les forces de l'Axe, qui tentaient de percer vers le nord,.
Le 28 avril, le 6e Regimental combat team (RCT) brésilien enchaîne avec une attaque sur Fornovo, le général allemand Otto Fretter-Pico abandonnant la 148e division, avec près de 15 000 soldats allemands et fascistes italiens le matin du 29 avril.

## Bataille

### Collecchio
À la nouvelle de l'approche des forces germano-italiennes, se retirant de la région de Gênes - La Spezia, libérée par la 92e division américaine, un escadron de reconnaissance blindé brésilien se déplace vers le sud depuis Parme, rencontrant les principales unités des forces de l'Axe à Collecchio. Ils rencontrent d'abord des automitrailleuses de l'unité de reconnaissance de la 90e division de Panzergrenadier, puis des chars (de la même division) avec l'infanterie du 281e régimentaire de la 148e division d'infanterie. L'escadron de reconnaissance appelle des renforts. Selon le capitaine Pitaluga de l'unité, « Je suis arrivé à Collecchio à midi, et je suis resté seul jusqu'à 18 heures. J'avais déjà occupé la moitié de la ville lorsque l'infanterie est arrivée ». L'unité de voitures M8 de Pitaluga affronte des véhicules allemands plus légèrement blindés, équipés seulement de canons de 20 mm. Cependant, les voitures blindées brésiliennes s'avèrent vulnérables face aux chars et aux armes antichars ; Pitaluga déclara à propos de ses véhicules : « Le M8 est pour la reconnaissance, pas (pour le combat lourd)». Comme le M10 (un autre véhicule utilisé alors par les unités de soutien brésiliennes de cavalerie), le M8 dispose des tourelles à toit ouvert, les rendant plus vulnérables (par rapport aux chars entièrement fermés) aux attaques rapprochées de l'infanterie antichar, en particulier en combat urbain, comme ce fut le cas à Collecchio. De plus, en ce premier jour de bataille, les Brésiliens étaient en infériorité numérique par un bataillon allemand avec deux ou trois escadrons.
Une force d'infanterie brésilienne est transportée à la hâte vers la ville dans des jeeps, des camions (comme des M3). À 18 h 30 le 26 avril, l'infanterie brésilienne est en place et prête à l'action. Cela comprend : la 5e compagnie, le IIe bataillon (11e division) ; un peloton de mitrailleuses de la 8e compagnie (11e division) ; et 9e compagnie du IIIe bataillon (6e RCT). Le major Orlando Gomez Ramagem, commandant du IIe bataillon, reçoit le commandement des forces brésiliennes. La guerre tirant clairement à sa fin, les troupes ont peut-être été réticentes à prendre des risques inutiles. Au début, le major Ramagem était favorable au campement pour la nuit, mais il en fut dissuadé par le commandant divisionnaire brésilien, le général Mascarenhas de Moraes. Selon une source, « le vieux général a agi avec l'enthousiasme d'un lieutenant».
Ramagem ordonne à certaines de ses troupes, soutenues par les mitrailleuses, de s'engager pour bloquer la route 62, menant au nord à Parme. La 5e compagnie du 11e RCT reçoit l'ordre d'attaquer à 19 h 30. Les premières attaques sont menées depuis le sud-est par cette compagnie, qui s'empare rapidement de l'église, suivis par des attaques du nord-est par une compagnie du 6e RCT. L'église sert alors de lieu de détention aux prisonniers allemands et le clocher de l'église de poste d'observation. L'infanterie allemande défendant la périphérie de la ville, appuyée par des mortiers, répond aux attaques par des tirs intenses. Ni les Brésiliens ni les Allemands ne disposent d'artillerie régulière, les troupes de la Wehrmacht sont équipés que de mortiers et de fusils.
De nouvelles troupes brésiliennes de la 2e compagnie du Ier bataillon (6e RCT) arrivent à 21 h 00, certaines chevauchant des chars américains et brésiliens, M10 et M4, pour entrer dans le combat. Les troupes de l'Axe tentent plusieurs offensives par le nord, mais à 02 h 00 le 27 avril, les forces alliées pénètrent dans la ville. Les forces de l'Axe, renforcées par l'artillerie et quelques chars, lancent un dernier assaut désespéré juste avant l'aube. Lorsque cela échoue, leur résistance s'effondre. À midi, les forces alliées ont le contrôle total de la ville, forçant les Allemands et les Italiens fascistes vers le sud en direction de Fornovo en fin d'après-midi le 27 avril.

### Fornovo di Taro
Les prisonniers capturés lors de la bataille de Collecchio confirment les rapports des partisans et des rebelles selon lesquels la 148e division d'infanterie allemande, venant du golfe de Gênes, se trouve dans la zone entourant Fornovo di Taro à environ à 14 km au sud-ouest de Collecchio sur la route 62. La 148e division tente d'arrêter les alliés à Fornovo di Taro mais rencontre une réponse des forces alliées qui attaquent cette position à 18 h 00 le 28 avril.  La défaite à Collecchio et les attaques suivantes à Fornovo convaincront le commandant allemand de la défaite inévitable à venir. À 22 h 00, le général Otto Fretter-Pico envoie des émissaires cherchant un cessez-le-feu en discutant des termes de reddition. Le 29 avril, sa division se rend intacte.

## Conséquences
Le commandant brésilien, le général Mascarenhas de Moraes, reçoit la reddition le 29 avril 1945. En une semaine, les Brésiliens capturèrent 14 700 soldats, 800 officiers et deux généraux, 1 500 véhicules et 80 canons. Les forces de l'Axe en Italie capitulèrent le 2 mai 1945.